# Anton Blok (atleet)
Anthonie (Anton) Blok (Anna Paulowna, 7 oktober 1919 - Velserbroek, 20 september 2007) was een Nederlandse atleet, die tijdens en na de Tweede Wereldoorlog in Nederland op de 400 m de toon aangaf. Hij nam in 1946 deel aan de eerste naoorlogse Europese kampioenschappen in Oslo en werd tussen 1941 en 1947 vijfmaal nationaal 400 meterkampioen.

## Biografie

### Atletiek én voetbal
Anton Blok zette zijn eerste stappen op de atletiekbaan in 1935 als lid van de atletiekvereniging Olympia in Wieringerwaard. Hij was echter ook een goede voetballer en bleef in zijn geboorteplaats Anna Paulowna beide sporten lang naast elkaar beoefenen, zelfs toen hij zijn eerste nationale gouden atletiekmedailles al op zak had.
Nadat hij na de oorlog een baan bij Hoogovens had aangenomen, verhuisde hij naar de IJmond. Intussen was Blok reeds in 1943 overgestapt naar de Amsterdamse atletiekvereniging AV'23.

### Reis met hindernissen
Anton Blok deed zijn eerste internationale ervaring op tijdens de Europese kampioenschappen van 1946 in Oslo. De reis ernaartoe was voor de Nederlandse deelnemers overigens een gedenkwaardige. Aangezien er zo kort na de oorlog niet of nauwelijks vliegverbindingen en internationale treinen waren, verliep de reis naar Oslo per bus, een vooroorlogs vehikel. Na verschillende keren vanwege motorpech en een lekkende benzineleiding in Duitsland oponthoud te hebben gehad, een botsing met een paard te hebben overleefd, problemen met een te kleine veerpont van Denemarken naar Zweden te hebben ondervonden en ten slotte in Noorwegen onder een viaduct te zijn blijven steken, kwam de ploeg vijf dagen na vertrek, in de nacht voorafgaand aan de eerste dag van het toernooi, in Oslo aan. Uit de annalen van de Atletiekunie valt evenwel niet op te maken, op welk onderdeel Blok in Oslo in actie kwam.

### Estafetterecords
Blok was enkele malen betrokken bij de vestiging van nationale estafetterecords. In 1948 was hij lid van de 4 x 200 m estafetteploeg, die het Nederlandse record verbeterde tot 1.28,0. Het estafettekwartet, dat naast Blok bestond uit Jan Lammers, Jan Meijer en Gabe Scholten, leverde deze prestatie op 22 augustus 1948 in Den Haag. Elf dagen ervoor had hij ook al deelgenomen aan een succesvolle aanval op het Nederlandse record op de 4 x 400 m. Op 11 augustus 1948 kwamen Jan Hofmeester, Ben Nusse, Anton Blok en Harry de Kroon tot een tijd van 3.20,9.

### Bestuursfuncties
In 1949 beëindigde Anton Blok zijn atletiekcarrière. Sindsdien werden diverse vergeefse pogingen ondernomen om hem bij zijn atletiekvereniging AV’23 een bestuursfunctie te laten vervullen. Uiteindelijk aanvaardde hij in 1970 de functie van secretaris-penningmeester van de Vrienden van de K.N.A.U., de vereniging van voormalige topatleten. Deze functie vervulde hij twintig jaar. Daarnaast maakte hij in 1981 als secretaris deel uit van het organisatiecomité van de Europese jeugdatletiekkampioenschappen in Utrecht. Voor deze activiteit ontving hij de Kolonel Thompson Beker, tot 1991 de hoogste onderscheiding van de KNAU, waarvan Blok tevens lid van verdienste was.

## Nederlandse kampioenschappen
| Onderdeel | Jaar                         |
| --------- | ---------------------------- |
| 400 m     | 1941, 1942, 1943, 1946, 1947 |

## Persoonlijke records
| Onderdeel | Prestatie | Jaar | Plaats    |
| --------- | --------- | ---- | --------- |
| 100 m     | 10,8 s    | 1948 | Den Haag  |
| 200 m     | 22,3 s    | 1946 | Trondheim |
| 400 m     | 49,4 s    | 1947 | Bazel     |
| 800 m     | 2.00,0 s  | 1941 | Amsterdam |

## Onderscheidingen
- KNAU lid van verdienste - 1981
- KNAU Kolonel Thompson Beker - 1981